# Anilofos
Anilofos ist eine chemische Verbindung aus der Gruppe der Phosphordithioate und ein Herbizid, das in den 1980er Jahren von Hoechst entwickelt wurde.

## Gewinnung und Darstellung
Anilofos kann ausgehend von 1,4-Dichlorbenzol und Isopropylamin, welche zu p-Chlor-N-isopropylanilin reagieren, dargestellt werden. p-Chlor-N-isopropylanilin reagiert weiter mit Chloressigsäurechlorid und O,O-Dimethyldithiophosphorsäure (DMPA) zu Anilofos.

## Verwendung
Anilofos wurde unter den Handelsnamen Arozin und Rico als selektives Herbizid vor allem im Reisanbau verwendet.

## Zulassung
In den Staaten der EU und in der Schweiz sind keine Pflanzenschutzmittel mit diesem Wirkstoff zugelassen.